# José Francisco da Cruz Alagoa

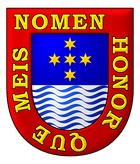
Brasão Alagoa.

José Francisco da Cruz Alagoa, 1.º Senhor do Morgado da Alagoa, foi um empresário português, de família que se enobreceu no século XVIII.

## Família
Filho de João Francisco da Cruz e de sua mulher Joana Maria de Sousa e irmão de António José da Cruz, Joaquim Inácio da Cruz Sobral e Anselmo José da Cruz Sobral.

## Biografia
Ao princípio ocupava-se na loja de seu pai e depois se aplicou ao negócio e embarcou para o Brasil, com cartas do Padre Domingos Pereira para lhe darem comodo. Esteve no trapiche num armazém de tabacos e depois, vindo para Lisboa, se estabeleceu nesta cidade e se empregou no comércio em que foi muito instruído e riquíssimo comerciante e deu as ideias para o estabelecimento das Companhias do Maranhão, foi Provedor da Junta do Comércio e, tendo conseguido a amizade do futuro Marquês de Pombal, este teve a honra de o visitar em sua casa, pelo que, querendo mostrar-se grato, lhe ofereceu um serviço de prata de grande valor, o qual serviu a primeira vez no jantar que o referido Marquês deu no casamento de sua filha, e depois, sendo visitada sua mulher pela futura Marquesa com sua filha, posteriormente Senhora e Condessa de São Paio, nas suas Casas da Fábrica da Seda, lhe deu uma rica merenda, e entre outras flores que guarneciam os Jardins do Dezer, havbia muitas de diamantes, com que brindou as ditas senhoras, sendo o seu ânimo tão implacável que tudo lhe parecia pouco para o seu agradecimento na oferta do valor dalgumas ações nas Companhias que em nome do dito Marquês e sua mulher entregou e demitiu o Rei D. José I de Portugal, o qual, informado do seu zelo, atividade e inteligência, o nomeou Fidalgo da sua Casa Real, por Alvará de 17 de Junho de 1763, passando-lhe segundo do mesmo foro para acrescentamento de moradia a 12 de Janeiro de 1765, e igualmente o nomeou Conselheiro de Sua Majestade Fidelíssima, e Conselheiro de Capa e Espada da sua Fazenda Real por Alvará de 19 e 20 de Setembro de 1763, Tesoureiro-Mor do Real Erário, Procurador da Companhia Geral de Comércio do Grão-Pará e Maranhão, e Administrador da Alfândega de Lisboa.
Para ele e seus descendentes lhe fez o Rei D. José I mercê de juro e herdade fora da Lei Mental, por Alvará de 17 de Janeiro de 1763 e Carta de 1 de Setembro de 1763 da Capela instituída pelo Cónego Gonçalo Mendes, estabelecendo-se em Morgado que compreende três grandes casas e a Casa e Quinta da Alagoa, por Solar, da qual tomou o apelido. A 10 de Setembro de 1763 instituiu o Morgado da Alagoa, do qual foi o 1.º Senhor, e a 25 de Março de 1765 se lhe passou Carta de Brasão de Armas, de Mercê Nova, com as seguintes: cortado, o primeiro de azul, com cinco estrelas de seis pontas de ouro, postas em cruz; o segundo de prata, ondado de azul; bordadura de todo o escudo de vermelho, carregada da legenda Nomen honorque meis em letras de ouro; timbre: um galgo de prata, coleirado de vermelho, com uma chave de ouro na boca.

## Casamentos e descendência
Casou primeira vez em Lisboa, Encarnação, a 19 de Junho de 1748 com Francisca Rosa Caetana de Oliveira, filha de Rafael da Silva Braga e de sua mulher, sem geração.
Casou segunda vez em Lisboa, Santa Justa, a 2 de Setembro de 1754 com Maria Joaquina da Purificação Pacheco, filha de Bento Pacheco Pereira e de sua mulher (Lisboa, São Nicolau - ?) Ana Maria Layne, de que teve dois filhos e duas filhas: 
- Joaquim Inácio da Cruz Alagoa (bap. 24 de Agosto de 1753 - ?), 2.º Senhor do Morgado da Alagoa, Fidalgo da Casa Real por Alvará de 2 de Março de 1763, serviu no Erário Régio de Ajudante do Tesoureiro-Mor seu tio, casado em Carcavelos a 26 de Junho de 1815 com Feliciana Rita Barbosa (26 de Agosto de 1793 - ?), filha de Manuel José Barbosa e de sua mulher Teresa Clara de Freitas, de quem teve um filho: 
  - José Francisco da Cruz Alagoa (Carcavelos, 28 de Julho de 1818 - ?), 3.º Senhor do Morgado da Alagoa, casado em Lisboa, Sacramento, a 29 de Maio de 1861 com Mariana Carolina de Aguiar (Lisboa, Benfica), filha de Manuel José de Aguiar (Lisboa, São Nicolau - ?) e de sua mulher (Lisboa, São Nicolau, 25 de Abril de 1830) Mariana Carolina dos Santos, neta paterna de Manuel José Gonçalves de Aguiar e de sua mulher Maria Gertrudes do Carmo e neta materna de José António dos Santos e de sua mulher Joaquina Maria, sem geração
- José António da Cruz Alagoa (bap. 29 de Abril de 1758 - ?), Freire da Ordem de Avis
- ... da Cruz Alagoa
- ... da Cruz Alagoa